# DLG-Ausstellung

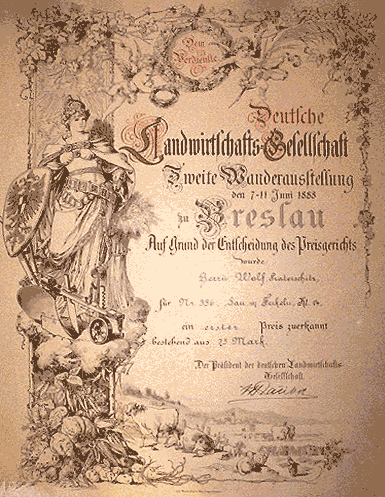
Eine der Siegerurkunden auf der zweiten Ausstellung 1888 in Breslau

Die DLG-Ausstellungen wurden seit 1887 von der Deutschen Landwirtschafts-Gesellschaft ausgerichtet.
Die erste Ausstellung fand in Frankfurt am Main statt. Danach wechselten die Standorte jährlich. Gezeigt wurde das gesamte landwirtschaftliche Spektrum für die Innen- und Außenwirtschaft. Viele Hersteller zeigen hier ihre Neuheiten zum ersten Mal. Die Tierschauen waren ein fester Bestandteil jeder Ausstellung und die Tiere wurden prämiert. So erhielt der Eber Robust M 301 auf drei Schauen Preise.
Ab 1973 wurde für die Bereiche Schweineproduktion und Geflügelproduktion mit der Huhn&Schwein eine eigene Ausstellung ausgerichtet, so dass in den folgenden DLG-Ausstellungen nur noch Investitionsgüter und Betriebsmittel für die Rinderproduktion und den Ackerbau gezeigt wurden.
Ab 1985 wurde die DLG-Ausstellung von den Fachausstellungen EuroTier (welche ab 1993 die gesamte Tierhaltung einschließlich der Rinderproduktion zeigte), Agritechnica und Anuga FoodTec abgelöst, die ebenfalls von der Deutschen Landwirtschafts-Gesellschaft ausgerichtet werden.